# David Poisson
David Poisson (* 31. März 1982 in Annecy; † 13. November 2017 in Nakiska, Alberta, Kanada) war ein französischer Skirennläufer. Er startete vorwiegend in den Disziplinen Abfahrt und Super-G. Sein größter Erfolg war der Gewinn der Bronzemedaille in der Abfahrt bei den Weltmeisterschaften 2013 in Schladming.

## Biografie
FIS-Rennen fuhr Poisson ab Dezember 1997, den ersten Start im Europacup hatte er im Januar 2001. Er konnte zwei Podestplätze im Europacup erreichen und wurde in der Saison 2006/07 Dritter der Abfahrtswertung. Im Weltcup debütierte Poisson am 14. Februar 2004, in der Abfahrt von St. Anton am Arlberg, bei der er als 29. gleich die ersten Weltcuppunkte gewann. Für Aufmerksamkeit sorgte er bei den Weltmeisterschaften 2005 in Bormio, als er sowohl in der Abfahrt als auch im Super-G als jeweils bester Franzose den neunten Platz erreichte. Im Weltcup war zuvor ein 25. Rang sein bestes Ergebnis gewesen.
Bis Poisson auch im Weltcup ein Top-10-Ergebnis erreichte, dauerte es bis zum 29. Februar 2008, als er in der Abfahrt von Kvitfjell Zehnter wurde. Bei seinen zweiten Weltmeisterschaften in Val-d’Isère 2009 erreichte er nur den 34. Rang im Super-G, die Abfahrt konnte er nicht beenden. Weitere Top-10-Resultate in Weltcupabfahrten folgten am 24. Januar 2009 in Kitzbühel und am 5. Dezember 2009 in Beaver Creek. Bei der Weltcup-Abfahrt von Bormio am 29. Dezember 2009 erreichte er den vierten Platz. Danach erzielte er im Weltcup längere Zeit keine vorderen Platzierungen mehr und fuhr nur noch selten unter die schnellsten 20. Bei den Olympischen Winterspielen 2010 in Vancouver erreichte er dennoch Platz sieben in der Abfahrt.
Am 3. März 2012 fuhr Poisson mit Platz sechs in der Abfahrt von Kvitfjell erstmals nach über zwei Jahren wieder in einem Weltcuprennen unter die schnellsten zehn. Auf der Streif in Kitzbühel egalisierte er am 26. Januar 2013 als Vierter der Hahnenkammabfahrt sein bis dahin bestes Weltcupergebnis. Zwei Wochen später gewann er bei den Weltmeisterschaften 2013 etwas überraschend die Abfahrts-Bronzemedaille. Seine einzige Podestplatzierung in einem Weltcuprennen erzielte Poisson am 29. Dezember 2015, als er in der Abfahrt von Santa Caterina Valfurva auf den dritten Platz fuhr. Aufgrund seines kraftvollen Fahrstils trug Poisson den Beinamen Caillou („Kieselstein“).
David Poisson verunglückte am 13. November 2017 bei einem Abfahrt-Trainingslauf im kanadischen Skigebiet Nakiska. Er verlor kurz vor dem Ziel einen Ski, wodurch er stürzte, zwei Sicherheitsnetze durchbrach und frontal gegen einen Baum prallte. Alle Versuche der Rettungskräfte, ihn vor Ort wiederzubeleben, scheiterten. Nach dem Unfall wurden die schlechten Streckenabsicherungen kritisiert, da es sich bei diesen um weniger widerstandsfähige B-Netze gehandelt habe, die zum Teil nur wenige Meter vom Waldrand entfernt aufgestellt waren.

## Erfolge

### Olympische Spiele
- Vancouver 2010: 7. Abfahrt
- Sotschi 2014: 16. Abfahrt, 17. Super-G

### Weltmeisterschaften
- Bormio 2005: 9. Super-G, 9. Abfahrt
- Val-d’Isère 2009: 34. Super-G
- Schladming 2013: 3. Abfahrt
- Vail/Beaver Creek 2015: 14. Abfahrt

### Weltcup
- 11 Platzierungen unter den besten zehn, davon 1 Podestplatz

### Weltcupwertungen
| Saison  | Gesamt                              | Gesamt                              | Abfahrt                             | Abfahrt                             | Super-G                             | Super-G                             | Kombination                         | Kombination                         |
| Saison  | Platz                               | Punkte                              | Platz                               | Punkte                              | Platz                               | Punkte                              | Platz                               | Punkte                              |
| ------- | ----------------------------------- | ----------------------------------- | ----------------------------------- | ----------------------------------- | ----------------------------------- | ----------------------------------- | ----------------------------------- | ----------------------------------- |
| 2003/04 | 140.                                | 2                                   | 54.                                 | 2                                   | –                                   | –                                   | –                                   | –                                   |
| 2004/05 | 98.                                 | 35                                  | 41.                                 | 22                                  | 38.                                 | 13                                  | –                                   | –                                   |
| 2005/06 | verletzungsbedingt keine Ergebnisse | verletzungsbedingt keine Ergebnisse | verletzungsbedingt keine Ergebnisse | verletzungsbedingt keine Ergebnisse | verletzungsbedingt keine Ergebnisse | verletzungsbedingt keine Ergebnisse | verletzungsbedingt keine Ergebnisse | verletzungsbedingt keine Ergebnisse |
| 2006/07 | 143.                                | 3                                   | 56.                                 | 2                                   | –                                   | –                                   | 51.                                 | 1                                   |
| 2007/08 | 72.                                 | 96                                  | 24.                                 | 85                                  | 38.                                 | 11                                  | –                                   | –                                   |
| 2008/09 | 74.                                 | 81                                  | 24.                                 | 81                                  | –                                   | –                                   | –                                   | –                                   |
| 2009/10 | 66.                                 | 100                                 | 20.                                 | 100                                 | –                                   | –                                   | –                                   | –                                   |
| 2010/11 | 147.                                | 10                                  | 51.                                 | 10                                  | –                                   | –                                   | –                                   | –                                   |
| 2011/12 | 75.                                 | 85                                  | 27.                                 | 85                                  | –                                   | –                                   | –                                   | –                                   |
| 2012/13 | 50.                                 | 143                                 | 15.                                 | 128                                 | 32.                                 | 21                                  | –                                   | –                                   |
| 2013/14 | 82.                                 | 56                                  | 31.                                 | 53                                  | 51.                                 | 3                                   | –                                   | –                                   |
| 2014/15 | 76.                                 | 78                                  | 26.                                 | 78                                  | –                                   | –                                   | –                                   | –                                   |
| 2015/16 | 56.                                 | 173                                 | 19.                                 | 173                                 | –                                   | –                                   | –                                   | –                                   |
| 2016/17 | 107.                                | 30                                  | 38.                                 | 22                                  | 47.                                 | 8                                   | –                                   | –                                   |

### Europacup
- Saison 2006/07: 3. Abfahrtswertung
- 2 Podestplätze

### Juniorenweltmeisterschaften
- Verbier 2001: 10. Super-G, 11. Abfahrt
- Tarvisio 2002: 7. Super-G, 15. Kombination, 16. Abfahrt, 36. Slalom

### Weitere Erfolge
- Französischer Meister im Super-G 2005 und 2008
- Französischer Juniorenmeister in der Abfahrt 2002
- 2 Siege im South American Cup
- 3 Siege in FIS-Rennen